# 林大
林 大 (はやし おおき、1913年5月8日 - 2004年3月30日) は、日本の国語学者。国立国語研究所所長、国語学会代表理事などを務めた。

## 来歴
林古渓の長男として、東京市に生まれた。1934年に浦和高等学校を卒業し、東京帝国大学に入った。文学部国文学科で橋本進吉に師事し、1937年に卒業した。
1946年に文部省教科書局嘱託となる。1949年からは、国立国語研究所と文部省調査普及局国語課に兼務した。1960年には国立国語研究所第一研究部部長、1966年には同第四研究部部長に任ぜられた。
1967年からは文部省初等中等教育局視学官、1972年からは同主任視学官として、学年別漢字配当表および学習指導要領国語科編の改訂にたずさわった。その後、国立国語研究所に戻り、1974年からは日本語教育部部長、1976年から1982年までは国立国語研究所第3代所長を務めた。
1976年から1979年までは国語学会の代表理事を務めた。1983年には勲二等瑞宝章を受けた。1985年から1995年までは日本語教育学会の会長であった。2004年3月30日に肺炎のため死去。同日、正四位に叙せられた。
蔵書の多くは国立国語研究所図書室に寄贈され、「林大文庫」として架蔵されている。

## 業績
『分類語彙表』
1964年に出版した『分類語彙表』は「業績の随一に置かれるべきもの」と評される。1人で沢山のカードを机上に並べ、あちこちへ配置換えしながら完成に努めていたという。これは国立国語研究所の主任研究員として現代書き言葉の調査に従事し、「婦人雑誌の用語」の調査を指揮すると同時に、それらの用語の意味分析に取り組んだことが、大きく結実することになった。しばしば「林大先生の頭脳そのものだ」と言われている。
2004年の増補改訂版にも、宮島達夫と共に関わった。なお、増補改訂版については、出版祝賀会を予定していたが、本人の死去によって果たすことはできなかった。
JIS漢字第1次規格開発
国立国語研究所に戻ったころ、「JIS C 6226-1978 情報交換用漢字符号系」の原案の作成において役割を果たした。1970年から1973年まで情報処理学会漢字コード研究委員会主査を務め、漢字の文字コードの標準化のための研究を進めた。1972年から1982年までは、日本工業標準調査会 (JISC) の臨時委員を務め、1974年から1976年までは日本情報処理開発センターの漢字符号標準化調査研究委員会の委員であった。
国語施策
1950年代から1980年代までの日本の国語施策に関与した。1975年に第12期国語審議会の委員に任ぜられて以降、1993年まで各期の国語審議会の委員または臨時委員を務め、当用漢字表、当用漢字字体表などを置き換えた常用漢字表、「現代かなづかい」を改訂した現代仮名遣いなどに主査として関与した。なお1978年から1982年までは、法務省民事行政審議会の委員であった。

## 著書
- 『戦地より父母へ』人文書院、1939年。

### 共編著
- 『現代作文講座』全8巻、林四郎・森岡健二共編、明治書院、1976-77
- 『法と日本語』碧海純一共編、有斐閣新書、1981年12月。
- 『法律類語難語辞典』山田卓生共編、有斐閣、1984年3月。